# پتانسیل برداری مغناطیسی

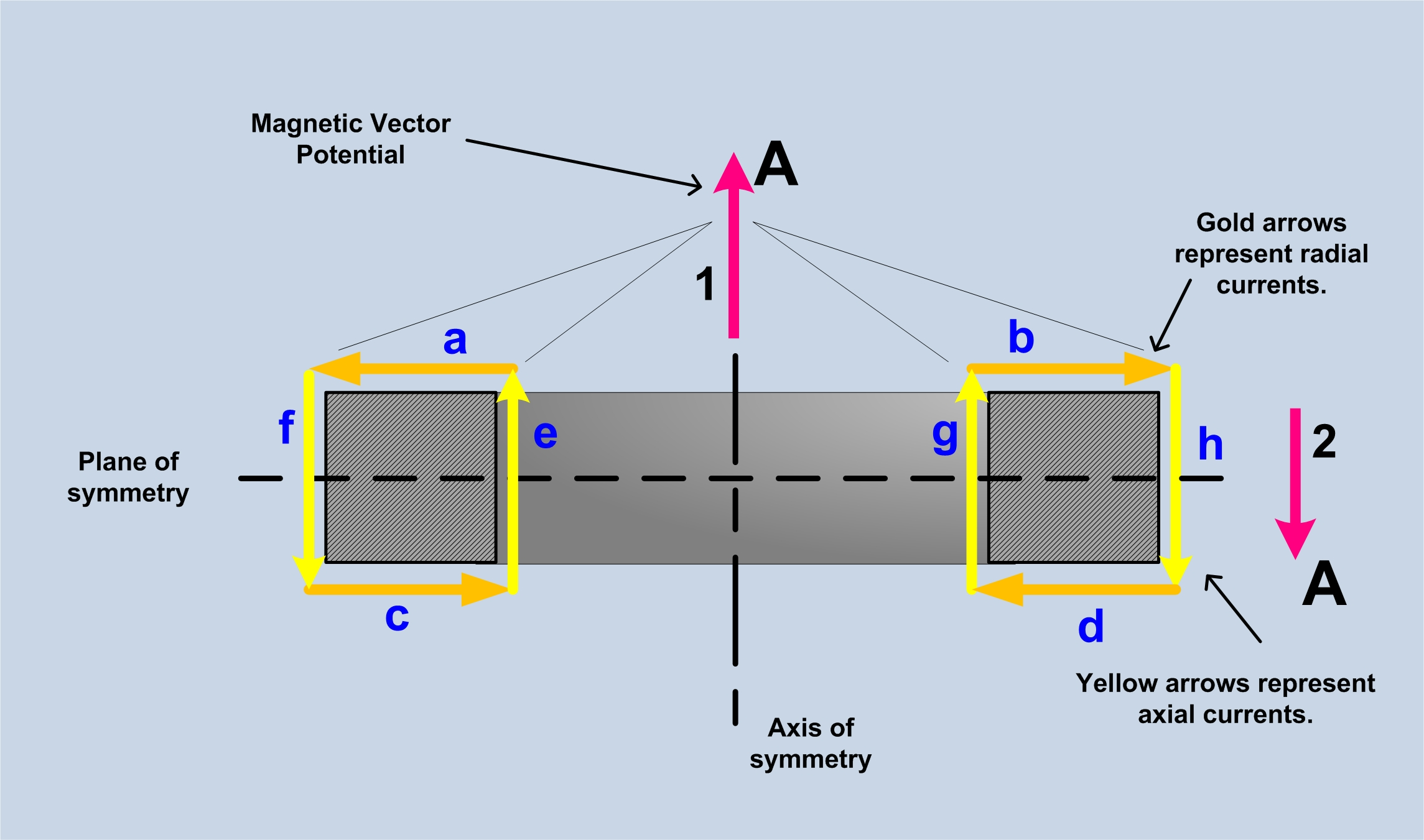
طرح‌واره‌ای از پتانسیل برداری مغناطیسی در یک سلف حلقوی متقارن

پتانسیل برداری مغناطیسی در الکترومغناطیس، کمیتی برداری است که از آن می‌توان میدان مغناطیسی را به دست آورد. این پتانسیل همانند پتانسیل الکتریکی است که از آن میدان الکتریکی به دست می‌آید، با این تفاوت مهم که پتانسیل الکتریکی کمیتی نرده‌ای است، و این پتانسیل برداری است.

## تعریف
پتانسیل برداری مغناطیسی معمولاً با A نشان داده شده و از رابطهٔ زیر تعریف می‌شود:
{\displaystyle \mathbf {B} =\nabla \times \mathbf {A} }
در این رابطه B میدان مغناطیسی است. از آن‌جا که واگرایی (divergence) میدان مغناطیسی همیشه صفر است ({\displaystyle \nabla \cdot \mathbf {B} =0})، A همیشه خوش‌تعریف است. به طور کلی هر میدان برداری که واگرایی آن صفر است (یعنی میدان برداری سولِنوییدی) را می‌توان به صورت کِرل (curl) یک پتانسیل برداری نوشت، زیرا واگراییِ کرلِ یک میدان برداری همواره صفر است .
این تعریف، A را به طور یکتا مشخص نمی‌کند. برای این کار باید واگرایی A هم تعریف شود. در برگزیدن این واگرایی آزادی وجود دارد. این آزادی را ناوردایی پیمانه‌ای می‌نامند. هر انتخابی برای مقدار {\displaystyle \nabla \cdot \mathbf {A} } منجر به یک پیمانهٔ متفاوت می‌شود.